# 검남절도사
검남절도사(劍南節度使)는 당나라가 719년에 검남도지영전처치병마경략사(劍南度支營田處置兵馬經略使)를 승격시켜 설치한 절도사로, 천보 10절도사 중 하나이다.

## 역사
치소는 익주(益州, 현재 쓰촨성 청두시)이다. 주요 관할 구역은 익주(益州), 팽주(彭州), 촉주(蜀州), 한주(漢州), 미주(眉州), 면주(綿州), 재주(梓州), 수주(遂州), 공주(邛州), 검주(劍州), 영주(榮州), 능주(陵州), 가주(嘉州), 보주(普州), 자주(資州), 휴주(巂州), 여주(黎州), 융주(戎州), 유주(維州), 무주(茂州), 간주(簡州), 용주(龍州), 아주(雅州), 노주(瀘州), 합주(合州)의 25개 주와 곤명군(昆明軍)이다. 이는 현재의 쓰촨성 중부에 해당한다.
이후 관할 구역이 확대되어 익주(翼州), 당주(當州), 자주(柘州), 송주(松州), 공주(恭州), 요주(姚州), 실주(悉州), 봉주(奉州), 패주(霸州), 보녕도호부(保寧都護府)를 추가하였다. 또한 천보군(天寶軍), 평융군(平戎軍), 곤명군(昆明軍), 영원군(寧遠軍), 강남군(江南軍), 징천군(澄川軍)을 통할하였다.
지덕 2재(757년), 동천절도사(東川節度使)와 서천절도사(西川節度使)로 분할되었다.